# The Last of the Lasts
The Last of the Lasts is het tweede album van de Franse groep Xang. Xang maakt hier muziek, die het best te vergelijken is met Rush en de rustige kant van Dream Theater. In tegenstelling tot Rush wordt er veelvuldig gebruikgemaakt van toetseninstrumenten.
Centraal thema van het album zijn de verschrikkingen van de Eerste Wereldoorlog. De acht tracks behandelen ieder een item uit die verschrikkelijke oorlog:
1. Sacrifice (12:14); over de opoffering van zo velen, ook strijders uit de toen nog koloniën van Engeland en Frankrijk, die streden op en voor vreemde bodem;
2. On leave (6:44); met verlof; verlof was natuurlijk aangenaam, maar velen zagen dan pas de verschrikkingen die ze hadden geleden en veroorzaakt, en het feit dat ze daar na een korte periode weer naartoe moesten;
3. Verdun (11:11); over de Slag om Verdun;
4. Sons of the Empire (3:44); over het feit dat Britse soldaten naast de Fransen streden en later ook begraven lagen;
5. Mud (3:38); Modder zorgde ervoor dat alles trager verliep dan gedacht; en dat acties waarbij snelheid noodzakelijkheid was de dood tot gevolg kon hebben, aangezien de modder bewegingen haast onmogelijk maakte; tevens kon modder soms redding brengen, als men gedwongen was in een granaatinslag te overleven; het kleine beetje water kon dan soms verlichting brengen;
6. Roommates (5:13); slapies
7. Trenches (6:32); de eindeloze loopgravenstelsels van De Panne tot aan Bazel;
8. Gas (8:13); Strijdgassen zoals en mosterdgas; de CD laat een geluid horen van ademhaling door een gasmasker.

De CD gaat gepaard met een boekwerk waarin een aantal foto’s van begraafplaatsen, die vol liggen met slachtoffers van de oorlog, sommigen bekend en sommigen na 90 jaar nog steeds onbekend (zie Ossuaire van Douaumont). Ook moderne tekeningen geven een indruk van de ontberingen.
The Last of the Lasts heeft betrekking op het feit dat men na deze oorlog uitsprak: Nooit Meer Oorlog, niet wetende wat er 21 jaar later zou gebeuren, in het tekstboekje aangekondigd met "if only they knew".
The Last of the Lasts was het laatste album van Xang (gegevens 2021).